# Unibanco
Unibanco S.A. fue el tercer banco privado en importancia de Brasil. Unibanco es un acrónimo de União de Bancos Brasileiros (Unión de Bancos Brasileros). 

## Características
El banco fue fundado bajo el nombre de Seção Bancária da Casa Moreira Salles en 1924, por el comerciante João Moreira Salles, en la ciudad de Poços de Caldas, Minas Gerais, estado ubicado en el sudeste de Brasil. El 15 de julio de 1940, la institución pasó a llamarse Banco Moreira Salles y, en 1967, su fusión con el Banco Agrícola Mercantil dio origen al União de Bancos Brasileiros S.A. (también conocido dentro del mercado como UBB). En la actualidad las oficinas principales se hallan en la ciudad de São Paulo, como casi todos los bancos importantes del país.
La empresa se convirtió en el tercer banco nacional privado más grande principalmente gracias a que en 1995 adquirió el Banco Nacional, que había quebrado junto con otras entidades financieras de prestigio durante la crisis económica bancaria de los primeros años del Plan Real. Al igual que la mayoría de los bancos brasileños, Unibanco ofrece una amplia variedad de servicios financieros, entre los que se incluyen cuentas corrientes, créditos para el consumidor, préstamos, contratos de seguro, fondos de pensión e inversión, servicios de corretaje, etc. Aunque sus acciones se comercian en la Bolsa de Valores de São Paulo (Bovespa), la empresa sigue siendo controlada por sus fundadores, la familia Moreira Salles. El patriarca de la familia, Walter Moreira Salles (un banquero y diplomático destacado que se desempeñó como embajador en el Reino Unido y como Ministro de Economía) falleció en el año 2001; a 2006, su hijo Pedro Moreira Salles ocupa los cargos de director ejecutivo y Vicepresidente de la Junta Directiva de la compañía.
El grupo posee varias compañías, incluidas Fininvest, Hipercard, Luizacred, PontoCred, Banco Dibens y Unicard.
El 2 de noviembre de 2008, Unibanco y el segundo banco principal de Brasil, el Banco Itaú, anunciaron su plan de realizar una fusión. En el caso de que el acuerdo sea aprobado por el gobierno, el conglomerado financiero resultante se convertiría en el mayor del Hemisferio Sur y un de los principales 20 del mundo. 
La fusión fue aprobada a fines de febrero de 2009. Como consecuencia de la fusión, el nuevo banco pasó a denominarse Banco Itaú Unibanco S.A. Con el proceso de fusión, las sucursales de Unibanco se convirtieron en nuevas sucursales de Itaú hasta el final de 2010, quedando solamente la marca Itaú por ser la más fuerte en el mercado.